# Marion Aptroot
Marion Aptroot (* 1959) ist gebürtige Niederländerin und Lehrstuhlinhaberin für Jiddische Kultur, Sprache und Literatur an der Heinrich-Heine-Universität in Düsseldorf. Bevor sie nach Düsseldorf kam, war sie Dozentin an der Oxford University, der University of London und an der Harvard University.

## Werdegang
Aptroot studierte Romanistik an der Universiteit Leiden und Jiddistik an der Oxford University. Sie hat an der Oxford University in Jiddisch promoviert, forschte als „Junior Research Fellow“ an der University of London und war Lektorin für Jiddisch an der Harvard University. Seit 1996 ist sie Professorin (C4) für Jiddische Kultur, Sprache und Literatur an der Heinrich-Heine-Universität Düsseldorf. Ihre Forschungsschwerpunkte sind Jiddische Sprachgeschichte und Jiddische Literatur der Frühen Neuzeit und der jüdischen Aufklärung.

## Auszeichnungen (Auswahl)
- Polonsky Visiting Fellowship in Advanced Jewish Studies, Oxford University, Oxford Centre for Hebrew and Jewish Studies, 2015
- European Visiting Fellowship in Advanced Jewish Studies, Oxford University, Oxford Centre for Hebrew and Jewish Studies, 2011–12
- Certificate of Distinction in Teaching, Derek Bok Center for Teaching and Learning, Harvard University, 1995
- Keren Frankenhuis Prize, The Hebrew University of Jerusalem, Center for Research on Dutch Jewry, 1993

## Mitgliedschaften (Auswahl)
- Leo Baeck Doctoral Fellowship Programme, Studienstiftung des deutschen Volkes, Mitglied des wissenschaftlichen Beirats
- Leibniz-Institut für jüdische Geschichte und Kultur – Simon Dubnow, Mitglied des wissenschaftlichen Beirats, 2012–2019
- Jahrbuch des Simon-Dubnow-Instituts, Mitglied des Redaktionsbeirats
- Studienstiftung des deutschen Volkes, Vertrauensdozentin
- Trumah, Zeitschrift der Hochschule für Jüdische Studien, Heidelberg, Mitglied des wissenschaftlichen Beirats

## Publikationsverzeichnis (Auswahl)
- (Hrsg.): Dutch in Yiddish, Yiddish in Dutch. (Amsterdam Yiddish Symposium 10) Amsterdam 2016
- Yiddish Language and Ashkenazic Jews: A Perspective from Culture, Language, and Literature, Genome Biology and Evolution 8/6 (2016), 1948–1949
- Björn Hansen, Marion Aptroot (Hrsg.): Yiddish Language Structures. (Empirical Approaches to Language Typology [EALT] 52) Berlin 2013.
- Efrat Gal-Ed, Roland Gruschka, Simon Neuberg, Marion Aptroot (Hrsg.): Leket: yidishe shtudyes haynt | Jiddistik heute | Yiddish Studies Today. Düsseldorf 2012
- (Hrsg.): Simon Dubnow: Jüdische Geschichte – für Kinder erzählt. Aus dem Jiddischen von Jutta Schumacher. Göttingen 2012
- Roland Gruschka, Marion Aptroot: Jiddisch. Geschichte und Kultur einer Weltsprache. München 2010 (Beck’sche Reihe, 1621)
- Andreas Kennecke, Christoph Schulte, Marion Aptroot (Hrsg.): Isaac Euchel. Der Kulturrevolutionär der jüdischen Aufklärung. Hannover 2010 (Aufklärung und Moderne 15)
- Beiträge in The YIVO Encyclopedia of Jews in Eastern Europe. New Haven 2008
- Andrea von Hülsen-Esch, Marion Aptroot u. a.: Jiddische Illustratoren aus Osteuropa in Berlin und Paris. Düsseldorf 2008
- Storm in the Community: Yiddish Polemical Pamphlets of Amsterdam Jewry, 1797–1798. Selected, translated and introduced by Jozeph Michman and Marion Aptroot. Cincinnati 2002
- Jiddische Bücher und Handschriften aus den Niederlanden. Amsterdam und Düsseldorf, 2000 (mit Mirjam Gutschow, Riety van Luit und Emile Schrijver)
- The Range of Yiddish. Catalog of an Exhibition from the Yiddish Collection of the Harvard College Library. Cambridge, Mass. 1999 (mit Jeremy Dauber)
- Jewish Books in Whitechapel. A Bibliography of Narodiczky’s Press. Compiled by Moshe Sanders. London 1991 (Hrsg.)